# Novedades (Манагуа)
«Novedades» — ежедневная газета, одно из крупнейших печатных изданий Никарагуа.

## История
Газета была создана в 1937 году и являлась официальным печатным изданием Либеральной националистической партии Никарагуа, партии режима Сомосы. 
Типографская краска и газетная бумага для выпуска газеты (также как для всех остальных печатных изданий страны) импортировались, так как в стране они не производились.
В 1968 году тираж газеты составлял 18 тыс. экз..
В 1971 году тираж газеты составлял свыше 20 тыс. экз..
После победы Сандинистской революции 19 июля 1979 года газета прекратила своё существование. На основе её конфискованного имущества стала выходить просандинистская «Barricada» («Баррикада»).